# Roeselia cramboidalis
Roeselia cramboidalis is een vlinder uit de familie van de visstaartjes (Nolidae). De wetenschappelijke naam van de soort is voor het eerst geldig gepubliceerd in 1982 door de Toulgoët.